# Nexon Corporation
Nexon ist ein südkoreanischer Entwickler und Publisher für Computerspiele. Nexon gehört mit zu den Pionieren des Free-to-play-Geschäftsmodells und die weltweit über 50 angebotenen Spiele des Unternehmens basieren fast ausschließlich auf diesem Konzept. Das bekannteste Produkt der Firma ist das Spiel MapleStory. Von August 2015 bis Januar 2020 war Nexon mit seiner europäischen Niederlassung in Berlin vertreten.

## Geschichte
Nexon wurde im Dezember 1994 gegründet, 1995 begannen die Arbeiten am ersten Produkt, dem Multiplayerspiel The Kingdom of the Winds, welches im April 1996 in Südkorea veröffentlicht wurde. August 1997 wurde Nexon Inc., der Vorläufer des jetzigen Nexon America, in Silicon Valley gegründet. Im Januar 1998 folgte in Korea das nächste Multiplayerspiel, Legend of Darkness. Im Juli des gleichen Jahres wurde The Kingdom of the Winds in den USA veröffentlicht.
2003 wurde MapleStory, das bekannteste Produkt der Firma, in Südkorea veröffentlicht. Es hat bis heute eine weltweite Spielergemeinschaft erreicht, wird ständig weiterentwickelt und wurde in zahlreiche Sprachen übersetzt. 2007 folgte Combat Arms, ein kostenloser Ego-Shooter für die USA. 2008 erschien er schließlich in Europa.
Am 13. Dezember 2011 ging Nexon an die Tokioter Börse. Es war der größte Börsengang in Japan im Jahr 2011.
Am 26. April 2012 verkündete der Informationsdienst Bloomberg L.P., Nexon habe Electronic Arts ein Angebot zur Übernahme unterbreitet.

## Produkte
- Audition
- KartRider (Wird nur noch in Asien vertrieben. Nach der Beta der USA-Version nicht mehr verfügbar.)
- War Rock (weltweite Version bis August 2017)
- MapleStory
- Mabinogi
- TakeDown
- Elsword
- Point Blank
- The Soul Master
- Atlantica Online
- United Eleven
- Vindictus
- Dekaron
- Counter-Strike Nexon:Zombies
- Combat Arms: Line of Sight
- Dungeon Fighters Online
- Dirty Bomb
- Ghost in the Shell: Stand Alone Complex – First Assault Online
- Riders of Icarus
- MapleStory 2
- FIFA Mobile (Japan)
- FIFA Mobile (Korea)
- Blue Archive
- The First Descendant